# Art rupestre de Terres de Pontevedra

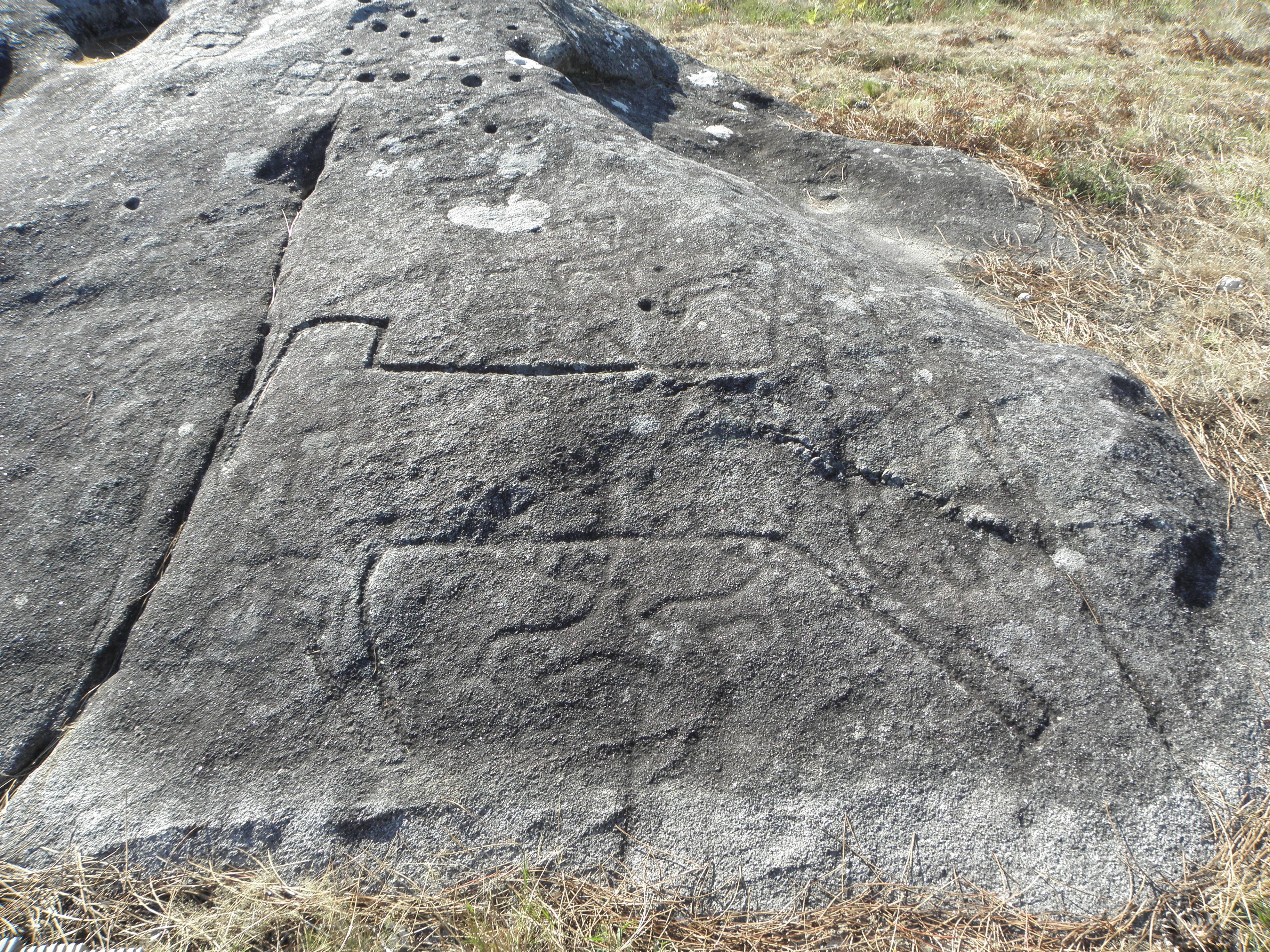
Un dels petròglifs situats a Laxe da Forneiriña (Campo Lameiro)

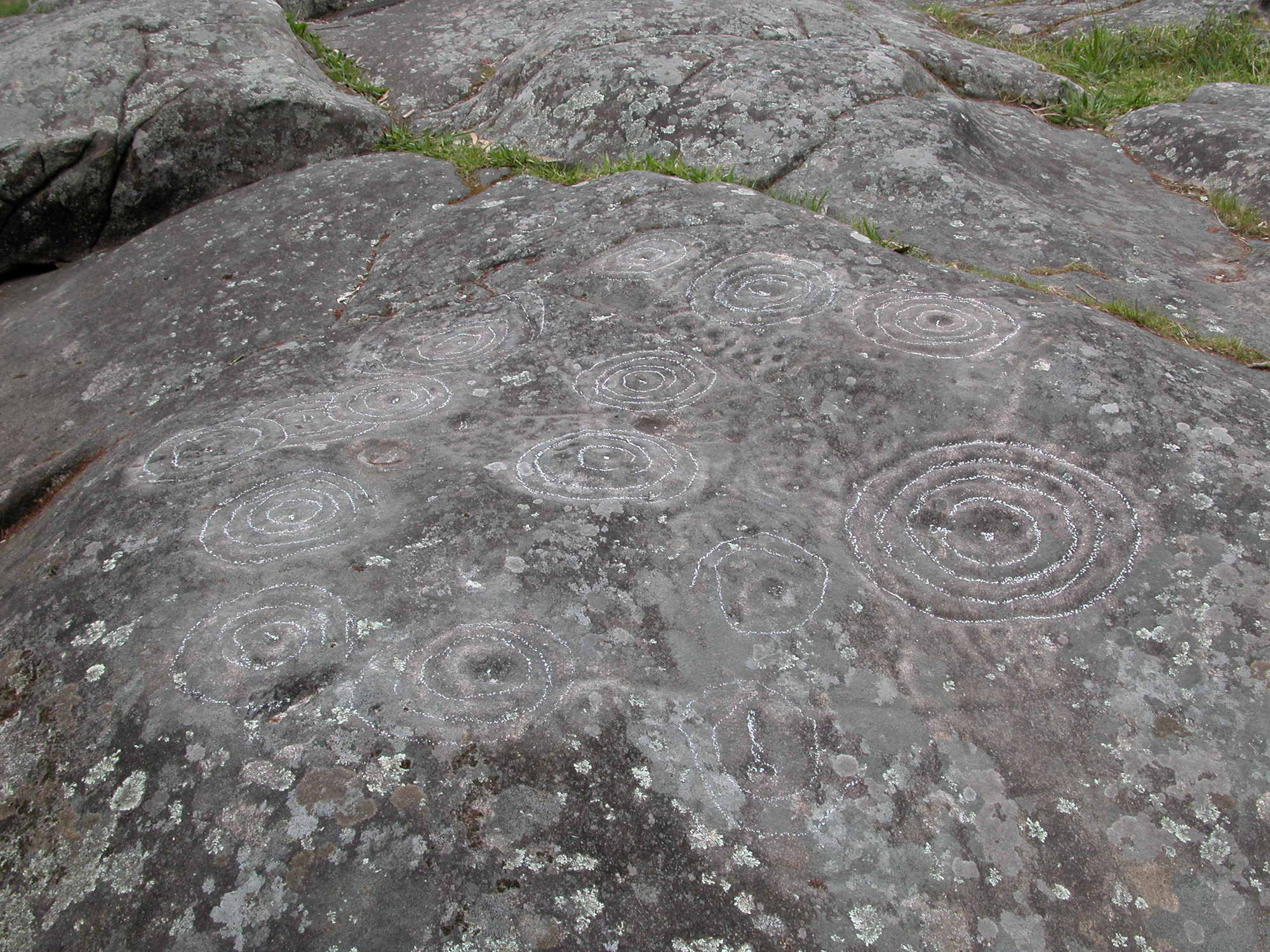
Petròglifs de Mogor

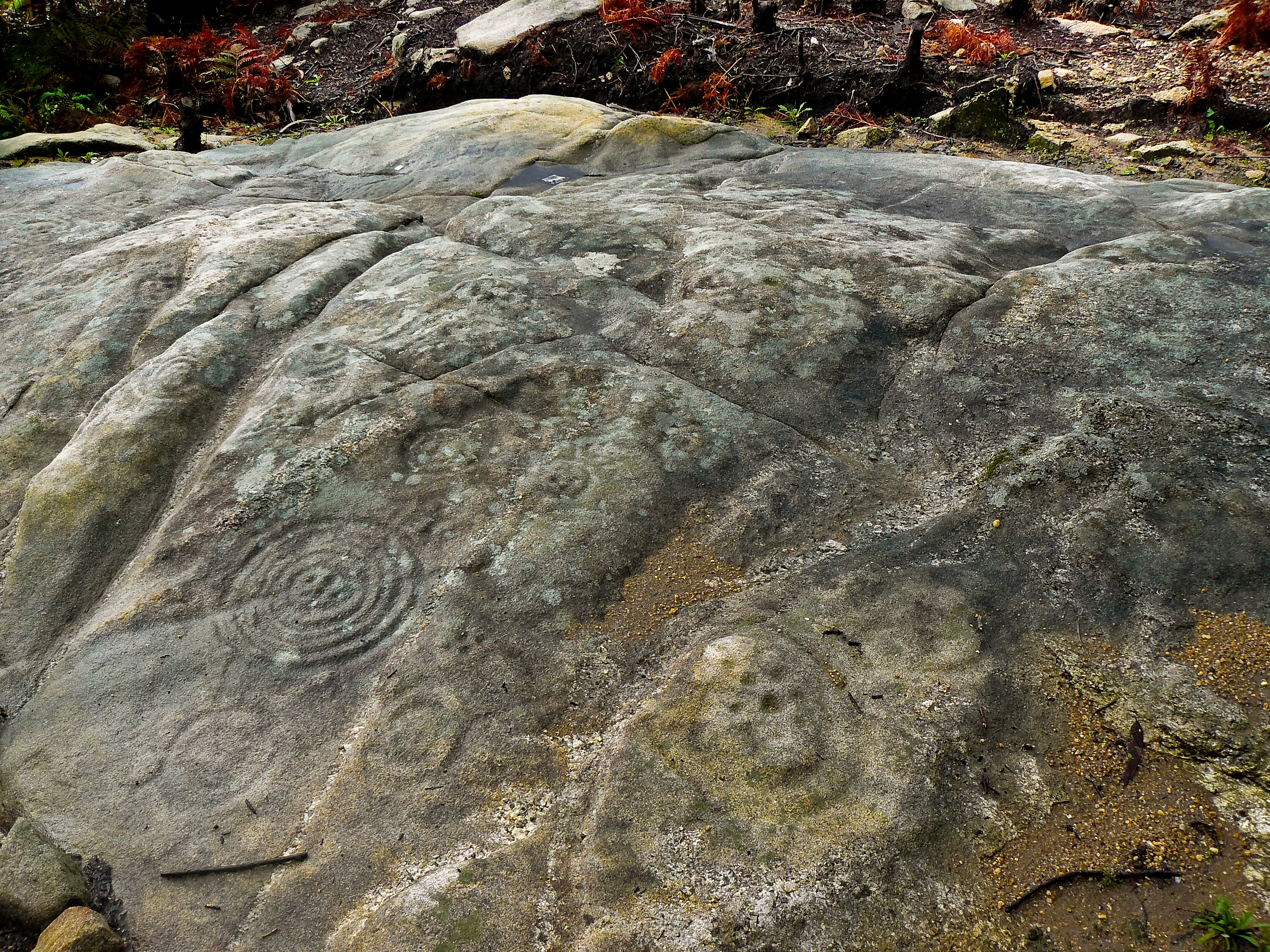
Pedra Grande de Montecelo (Poio)

El conjunt de l'art rupestre de Terres de Pontevedra és un conjunt de jaciments i vestigis d'art prehistòric situats al nord-oest de la península Ibèrica, concretament a la part central de la província de Pontevedra, una zona que destaca per l'elevada presència d'aquest tipus de manifestacions artístiques, una de les majors concentracions d'art rupestre de tot Europa.
El seu nom al·ludeix a la mancomunitat d'ajuntaments que formen els municipis de Pontevedra, Campo Lameiro, Barro, Cotobad, Marín, Poyo, Ponte Caldelas i Vilaboa, tots ells situats en l'àmbit d'influència de la capital de la província. En tots n'hi ha nombrosos vestigis que es remunten al Neolític i al megalític, la qual cosa, sumada a les restes d'art castrense i romà, presenten una gran oferta cultural i patrimonial.
Són múltiples els petròglifs que podem trobar als turons de Campo Lameiro, Barro, Cotobade, Marín, Poio, Ponte Caldelas, Pontevedra i Vilaboa; a més dels sepulcres megalítics i els castres que s'alcen en tot el territori que ocupa la mancomunitat. Alguns d'aquests conjunts, com els situats a Campo Lameiro, Mogor (Marín) o Poio, estan declarats Monument historicoartístic.

## Característiques
Els petròglifs són gravats rupestres prehistòrics que, a Galícia, integren el denominat Grup Galaic d'Art Rupestre a l'aire lliure i representen un fenomen cultural únic, pel seu interés com a document històric, els seus valors estètics i la seua originalitat. Apareixen principalment en un territori ben definit, les Rías Baixas, i també és significatiu el tipus de roca en què apareixen: el granit.
Els investigadors han arribat al consens que els petròglifs de Terres de Pontevedra es realitzaren al final de l'època neolítica, en la transició entre l'edat del coure i la del bronze, és a dir, entre el 3000 i el 2000 ae. És una de les màximes expressions artístiques realitzades per les primeres comunitats que poblaren Galícia i que té, en la coneguda com a vall del Lérez, gran part de les seues principals referències.
La temàtica dels gravats situats en Terres de Pontevedra és variada. Se'n poden dividir en dos grans grups: el naturalista, en què es representen tant figures antropomòrfiques i utensilis de caça com animals (sobretot cérvids, cavalls o serps) i petjades; i el geomètric, en què predominen sobretot formes i dibuixos abstractes com cassoles, combinacions circulars, laberints o espirals.

## Localització
El conjunt de l'art rupestre de Terres de Pontevedra abasta jaciments en cadascun dels ajuntaments que formen aquesta mancomunitat: Campo Lameiro, Barro, Cotobade, Marín, Poio, Ponte Caldelas, Pontevedra i Vilaboa. Els petròglifs que es troben en aquests municipis apareixen, en la seua gran majoria, sobre roques de granit, generalment situades en muntanyes d'altitud baixa i mitjana i en zones properes a la costa. També és destacable la conservació de molts vestigis funeraris prehistòrics com dòlmens i túmuls.

### Llocs d'interés
- Parc Arqueològic de Campo Lameiro
- Conjunt de gravats rupestres de Fentáns (Cotobade)
- Petròglifs de Mogor (Marín), coneguts popularment com a Laberints de Mogor
- Àrea arqueològica de Caeira (Poio)
- Àrea arqueològica de Tourón (Ponte Caldelas)
- Conjunt megalític de Chan de Castiñeiras (Vilaboa)